# Odontosina nigronervata
Odontosina nigronervata är en fjärilsart som beskrevs av M.Gaede 1933. Odontosina nigronervata ingår i släktet Odontosina och familjen tandspinnare. Inga underarter finns listade i Catalogue of Life.